# Vườn quốc gia Brecon Beacons
Vườn quốc gia Brecon Beacons (tiếng Wales: Parc Cenedlaethol Bannau Brycheiniog) là một trong ba vườn quốc gia ở Wales, và nó tập trung ở dãy đồi Brecon Beacons ở phía nam xứ Wales. Nó bao gồm núi Đen (tiếng Wales: Y Mynydd Du) ở phía tây, Fforest Fawr (Rừng lớn) và trung tâm Brecon Beacons và dãy Núi Đen (tiếng Wales: Y Mynyddoedd Duon) ở phía đông.

## Mô tả

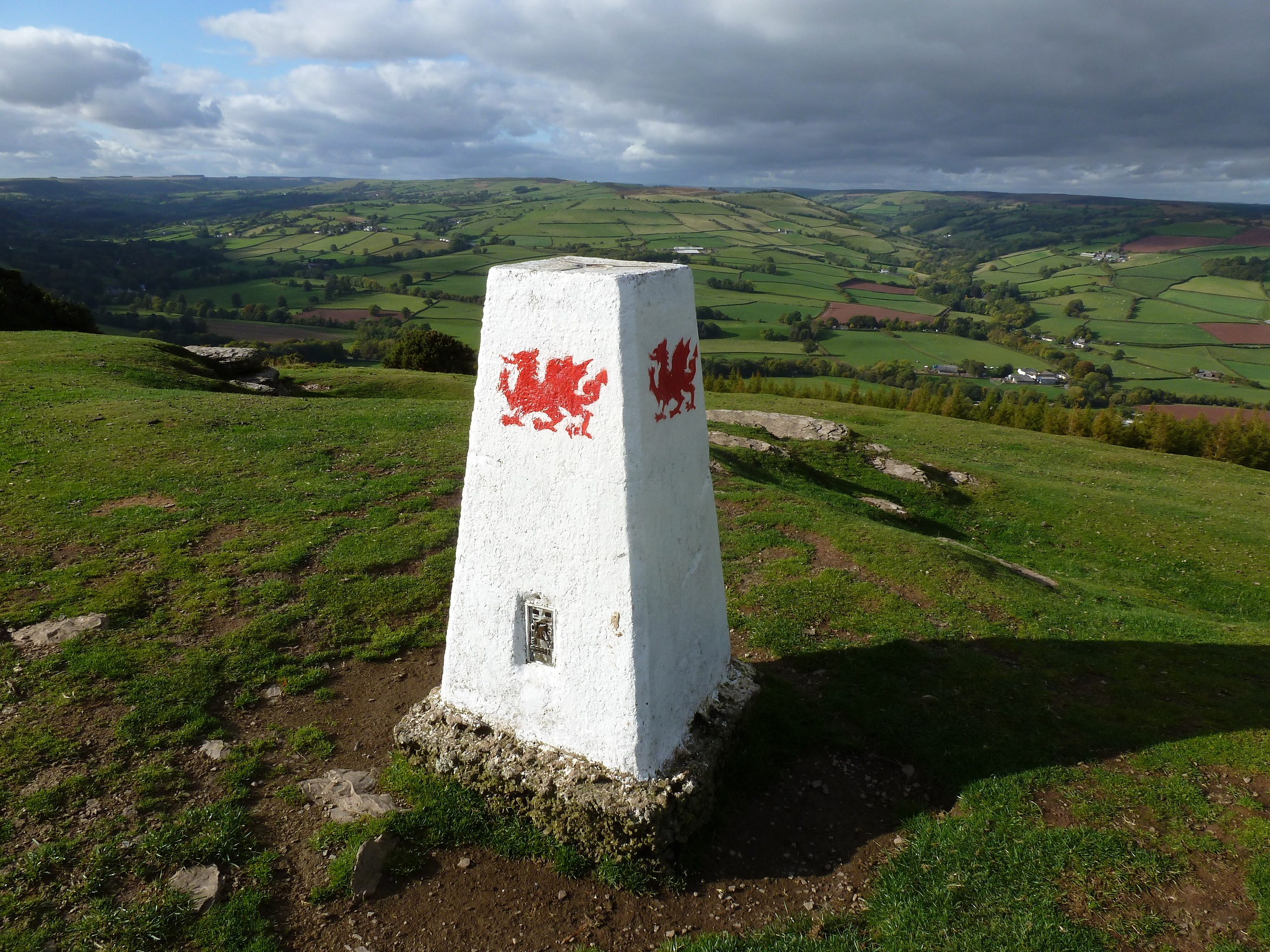
Một cột mốc ở Twyn y Gaer, Mynydd Illtud, gần trung tâm núi Brecon Beacons

Sgwd yr Eira, trên Afon Hepste gần Ystradfellte

Vườn quốc gia Brecon Beacons được thành lập vào năm 1957, là vườn thws ba trong ba vườn quốc gia xứ Wales sau Snowdonia năm 1951 và Bờ Biển Pembrokeshire vào năm 1952. Nó trải dài từ Llandeilo ở phía tây đến Hay-on-Wye ở phía đông bắc và Pontypool ở phía đông nam, nó bao phủ 1.340 km2 và gồm bốn khu vực chính - Núi Đen ở phía tây, Fforest Fawr và Beacons Brecon ở trung tâm, và dãy núi Đen thường gây nhầm lẫn về tên ở phía đông. Nửa phía tây đã được châu Âu và toàn cầu công nhận là công viên địa chất Fforest Fawr năm 2005. Bao gồm núi Đen, Fforest Fawr, nhiều phần của Beacons Brecon và cac vùng đất thấp xung quanh.
Hầu hết các công viên quốc gia là cỏ hoang chăn thả ngựa núi Welsh và cừu núi Welsh, với một số đồn điền lâm nghiệp rải rác. Nó được biết đến với các hồ chứa nước xa xôi, thác nước bao gồm cả Thác Henrhyd 27 m và thác ở Ystradfellte, và các hang động của nó, chẳng hạn như Ogof Ffynnon DDU. Trung tâm núi Brecon Beacons được mở vào năm 1966 để giúp du khách tìm hiểu và tận hưởng khu vực.
Do tương đối xa xôi và thời tiết khắc nghiệt của một số vùng núi, công Viên được sử dụng cho huấn luyện quân đội. Lực lượng Đặc biệt Anh quốc, bao gồm cả SAS và SBS muốn huấn luyện ở đây. Các bộ binh của Quân đội Anh luyện tập tại Sennybridge, nơi việc tuyển chọn hạ sĩ quan cũng diễn ra.
Trong năm 2006 và 2007, những tranh cãi xung quanh quyết định của chính phủ để xây dựng South đường ống dẫn khí nam Wales thông qua vườn quốc gia, ban quản lý vườn quốc gia gọi quyết định này là một "cú sốc lớn".

## Các hoạt động
Vườn quốc gia Brecon Beacons thu hút nhiều du khách do phạm vi và chất lượng của các hoạt động ngoài trời mà công viên cung cấp. Bao gồm đi bộ đồi, leo núi, đi bộ, thám hiểm hang động, cưỡi ngựa và đi xe đạp núi. Có một tuyến đường đi xe đạp đường dài, đi qua Beacons trên đường từ Brecon đến Cardiff, và trong năm 2005, đi bộ đầu tiên trải dài toàn bộ của vườn quốc gia Brecon Beacons đã được mở. Đường này dài 161 km, gọi là Beacons Way, chạy từ chân Ysgyryd Fawr phía đông Abergavenny và kết thúc ở làng Bethlehem ở Carmarthenshire.

## Đường sắt núi Brecon
Có một đường sắt khổ hẹp nổi tiếng với đoàn tàu vận hành bởi Công ty đường sắt núi Brecon